# František Hájek (1935)
František Hájek (* 18. prosince 1935, Záhorská Ves) je bývalý slovenský fotbalista, záložník.

## Fotbalová kariéra
V československé lize hrál za Jednotu Košice a Lokomotívu Košice. V lize nastoupil ve 125 utkáních a dal 9 gólů.

## Ligová bilance
| Ročník                                   | Zápasy | Góly | Klub              |
| ---------------------------------------- | ------ | ---- | ----------------- |
| 1. československá fotbalová liga 1958/59 | 10     | 3    | Jednota Košice    |
| 1. československá fotbalová liga 1959/60 | 19     | 1    | Jednota Košice    |
| 1. československá fotbalová liga 1965/66 | 23     | 1    | Lokomotíva Košice |
| 1. československá fotbalová liga 1966/67 | 23     | 1    | Lokomotíva Košice |
| 1. československá fotbalová liga 1967/68 | 26     | 3    | Lokomotíva Košice |
| 1. československá fotbalová liga 1968/69 | 24     | 0    | Lokomotíva Košice |
| CELKEM                                   | 125    | 9    |                   |